# Liste der Stolpersteine in Olmütz

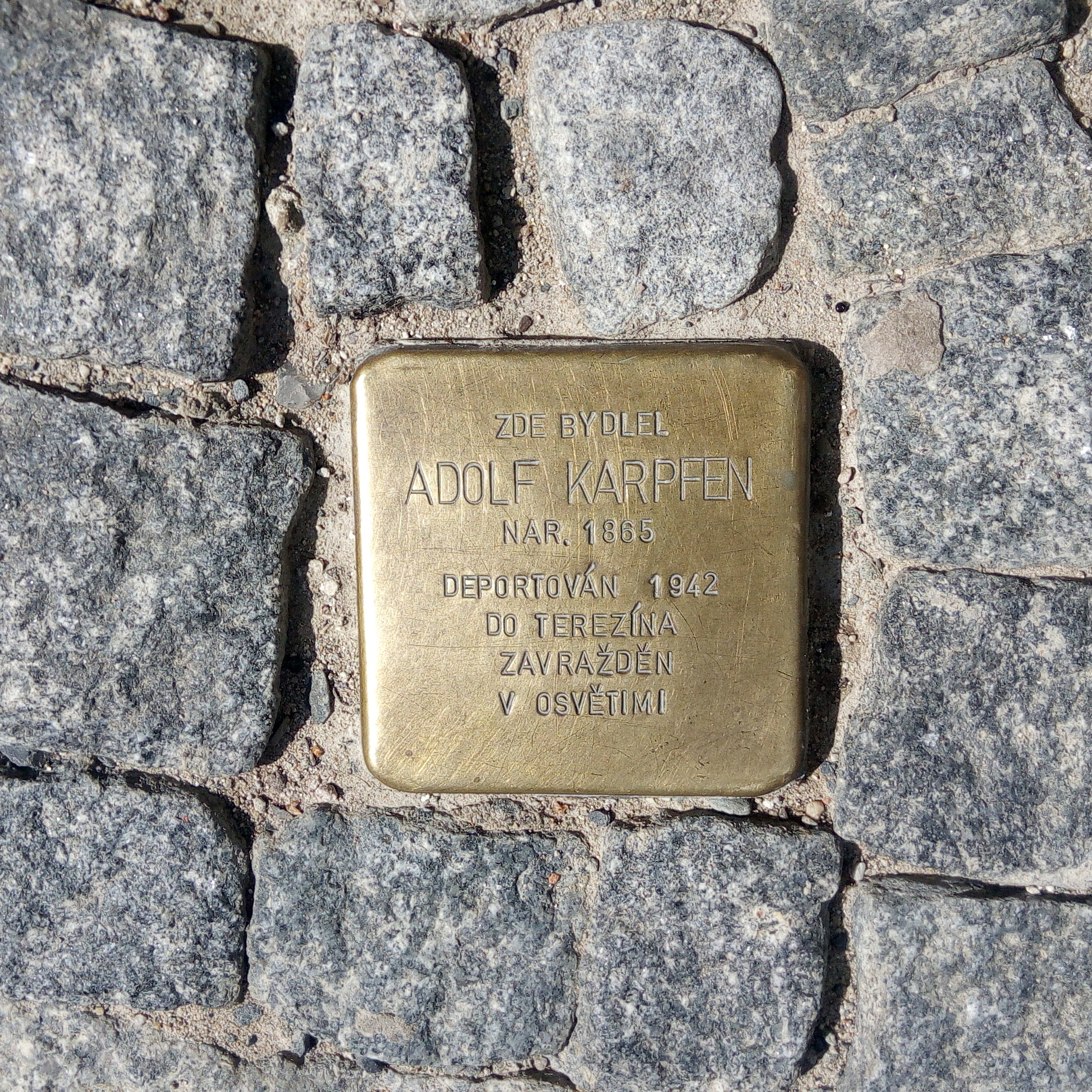
Stolperstein in Olmütz (2017)

Die Liste der Stolpersteine in Olmütz enthält die Stolpersteine in Olmütz (Olomouc), dem Verwaltungssitz der Region Olomoucký kraj (Olmützer Region) in Tschechien. Stolpersteine erinnern an das Schicksal der Menschen, welche von den Nationalsozialisten ermordet, deportiert, vertrieben oder in den Suizid getrieben wurden. Die Stolpersteine wurden von Gunter Demnig (* 1947) konzipiert; besonders in Olmütz wird die Verlegung jedoch auch von anderen Initiativen und Gruppen initiiert und übernommen.
Das tschechische Stolpersteinprojekt Stolpersteine.cz, das die Verlegungen in Tschechien mitinitiierte, wurde 2008 durch die Česká unie židovské mládeže (Tschechische Union jüdischer Jugend) ins Leben gerufen; seit etwa 2015 ist dieses Projekt jedoch nicht aktiv. Die Stolpersteine befinden sich in der Regel vor dem letzten selbstgewählten Wohnort des Opfers. Die Stolpersteine werden auf Tschechisch stolpersteine genannt, alternativ auch kameny zmizelých (Steine der Verschwundenen).
Am 14. November 2017 wurde in Olmütz durch den Senator der Stadt, Lumír Kantor, in Zusammenarbeit mit der Jüdischen Gemeinde Olmütz, auch eine sog. „Stolperschwelle“ verlegt, die erste in der Tschechischen Republik. Gleichzeitig wurden auch weitere 26 Stolpersteine verlegt, so dass ihre Gesamtzahl sich zu diesem Zeitpunkt auf 213 belief. Die Stolperschwelle befindet sich auf dem Bürgersteig in Hálkova ulice vor der dortigen Grundschule, einem Sammelort für die Deportierten vor der Verlegung aus dem nahegelegenen Bahnhof. Insgesamt wurden aus Olmütz während der deutschen Besetzung des Landes 3498 jüdische Einwohner in Konzentrationslager deportiert, von denen lediglich etwa 200 den Holocaust überlebten.

## Stolperschwelle
| Schwelle     | Bild gesucht Der Benutzer GeorgDerReisende ( Diskussion ) wünscht sich an dieser Stelle ein Bild vom Ort mit diesen Koordinaten 49.590102 17.274271 . Motiv: Hálkova: die Stolperschwelle und ihre Lage Falls du dabei helfen möchtest, erklärt die Anleitung , wie das geht. BW |
| Inschrift    | |
| Ort          | Hálkova · |
| Verlegedatum | 14. Nov. 2017 |
| Anmerkungen  | |

## Stolpersteine
In der Stadt Olmütz (tschechisch Olomouc), dem Verwaltungssitz der Olmützer Region, wurden folgende Stolpersteine verlegt:
| Bild | Inschrift | Standort                                                        | Name, Leben |
| ---- | --- | --------------------------------------------------------------- | --- |
|      | HIER WOHNTE HERBERT ABEL GEB. 1896 DEPORTIERT 1942 NACH THERESIENSTADT ERMORDET 7.3.1944 IN AUSCHWITZ                                        | Komenského 862/7 · verlegt: 2012                                | Herbert Abel, Sohn von Lina Abelová, * 31. August 1896, † 7. März 1944; hatte in der ersten Ehe die Tochter Gerta; deportiert mit Transport AAm nach Theresienstadt und mit Transport Dm nach Auschwitz, ermordet. |
|      | HIER WOHNTE GERTA ABELOVÁ GEB. 1931 DEPORTIERT 1942 NACH THERESIENSTADT ERMORDET IN AUSCHWITZ                                                | Komenského 862/7 · verlegt: 2012                                | Gerta Abelová, Tochter aus der ersten Ehe von Herbert Abel, * 22. September 1931; deportiert mit Transport AAm nach Theresienstadt und mit Transport Dm nach Auschwitz, ermordet. |
|      | HIER WOHNTE IRENA ABELOVÁ GEB. 1897 DEPORTIERT 1942 NACH THERESIENSTADT ERMORDET 7.3.1944 IN AUSCHWITZ                                       | Komenského 862/7 · verlegt: 2012                                | Irena Abelová, zweite Ehefrau von Herbert Abel, * 29. März 1897, † 7. März 1944; deportiert mit Transport AAm nach Theresienstadt und mit Transport Dm nach Auschwitz, ermordet. |
|      | HIER WOHNTE LINA ABELOVÁ GEB. 1857 DEPORTIERT 1942 NACH THERESIENSTADT ERMORDET 25.7.1942 EBENDORT                                           | Komenského 862/7 · verlegt: 2012                                | Lina Abelová, geborene Eisler, * 16. Juni 1857, † 25. Juli 1942 Terezín; wie ihr Sohn Herbert Abel deportiert mit Transport AAm nach Theresienstadt, ermordet. |
|      | HIER WOHNTE CECILIE ASCHKENESOVÁ GEB. 1866 DEPORTIERT 1942 NACH THERESIENSTADT ERMORDET IN TREBLINKA                                         | Ecke Polská ulice und ulice K Sídlišti · verlegt: 16. Juni 2011 | Cecilie Aschkenesová, geborene Hersch, * 16. November 1866; † 1942 oder später in Treblinka, heiratete am 4. Juni 1887 (in Podivín) Moritz Aschkenes. Mit dem Transport AAm wurde sie am 4. Juli 1942 aus Olomouc nach Theresienstadt und mit dem Transport Bx am 23. Oktober 1942 nach Treblinka deportiert, wo sie ermordet wurde. |
|      | HIER WOHNTE ARNOŠTKA BACHRACHOVÁ GEB. 1896 DEPORTIERT 1942 NACH THERESIENSTADT ERMORDET IN BARANAWITSCHY                                     | Komenského 927/19 ·                                             | Arnoštka Bachrachová, * 21. Januar 1896, wurde am 8. Juli 1942 mit dem Transport AAo nach Theresienstadt und am 28. Juli 1942 mit dem Transport AAy nach Baranowicze (heute Baranawitschy) deportiert und dort ermordet. |
|      | HIER WOHNTE LOUISA BACHRACHOVÁ GEB. 1868 DEPORTIERT 1942 NACH THERESIENSTADT ERMORDET IN AUSCHWITZ                                           | Komenského 927/19 ·                                             | Louisa Bachrachová, * 16. September 1868, wurde am 8. Juli 1942 mit dem Transport AAo nach Theresienstadt und am 18. Dezember 1943 mit dem Transport Ds nach Auschwitz deportiert und dort ermordet. |
|      | HIER WOHNTE FRÄNZI BATSCHA GEB. 1925 DEPORTIERT 1941 NACH ŁÓDŹ ERMORDET EBENDORT                                                             | Dvořákova 472/16 · verlegt: 16. Juni 2011                       | Fränzi Batscha, * 25. Dezember 1925; deportiert am 26. Oktober 1941 mit dem Transport C aus Prag nach Łódź, wo sie ermordet wurde. |
|      | HIER WOHNTE DR. IRENE BATSCHA GEB. 1894 DEPORTIERT 1941 NACH ŁÓDŹ ERMORDET IN CHEŁMNO                                                        | Dvořákova 472/16 · verlegt: 16. Juni 2011                       | Irene Batscha, * 16. Dezember 1894; deportiert am 26. Oktober 1941 mit Transport C nach Łódź; ermordet wurde sie im nahe gelegenen Vernichtungslager Chełmno. |
|      | HIER WOHNTE ALICE BAUEROVÁ GEB. 1893 DEPORTIERT 1942 NACH THERESIENSTADT ERMORDET IN BARANAWITSCHY                                           | Komenského 927/19 ·                                             | Alice Bauerová, * 22. August 1893, wurde im Juli 1942 mit dem Transport AAo nach Theresienstadt und am 28. Juli 1942 mit dem Transport AAy nach Baranowicze (heute Baranawitschy) deportiert, dort ermordet. |
|      | HIER WOHNTE ARNOŠT BECKMANN GEB. 1889 DEPORTIERT 1942 NACH THERESIENSTADT ERMORDET IN AUSCHWITZ                                              | Komenského 927/19 · verlegt: 16. Juni 2011                      | Arnošt Beckmann, * 19. September 1889, wurde am 8. Juli 1942 mit dem Transport AAo nach Theresienstadt und am 15. Dezember 1943 mit dem Transport Dr nach Auschwitz deportiert und dort ermordet. |
|      | HIER WOHNTE JOSEFINA BERGEROVÁ GEB. 1862 DEPORTIERT 1942 NACH THERESIENSTADT ERMORDET 2.10.1942 EBENDORT                                     | Komenského 886/22 · verlegt: 29. Oktober 2012                   | Josefina Bergerová, geborene Ehrenreich (auch Josefine), * 12. April 1862 in Loschitz (heute Loštice), † 2. Oktober 1942 in Theresienstadt; deportiert 1942 mit Transport AAm nach Theresienstadt, ermordet. |
|      | HIER WOHNTE ANDĚLA BERLOVÁ GEB. 1880 DEPORTIERT 1942 NACH THERESIENSTADT ERMORDET IN TREBLINKA                                               | Žilinská 650/20 · verlegt: 19. Juli 2013                        | Anděla Berlová, * 15. August 1880; deportiert am 4. Juli 1942 mit Transport AAm nach Theresienstadt, am 22. Oktober 1942 mit Transport Bx nach Treblinka, dort ermordet. |
|      | HIER WOHNTE RENATA BERLOVÁ GEB. 1934 DEPORTIERT 1942 NACH THERESIENSTADT ERMORDET 24.8.1942 EBENDORT                                         | Žilinská 650/20 · verlegt: 19. Juli 2013                        | Renata Berlová, * 17. Januar 1934, † 24. August 1942 in Theresienstadt; deportiert am 4. Juli 1942 mit Transport AAm nach Theresienstadt, dort am 24. August 1942 ermordet. |
|      | HIER WOHNTE ARNOLD BÖHMER GEB. 1877 DEPORTIERT 1942 NACH THERESIENSTADT ERMORDET IN BARANAWITSCHY                                            | Ecke Polská ulice und ulice K Sídlišti · verlegt: 16. Juni 2011 | Arnold Böhmer, * 17. August 1877, verheiratet mit Alžběta Böhmerová; im Juli 1942 deportiert mit Transport AAm nach Theresienstadt und dann weiter mit Transport AAy nach Baranowicze (heute Baranawitschy), wo er ermordet wurde. |
|      | HIER WOHNTE ALŽBĚTA BÖHMEROVÁ GEB. 1888 DEPORTIERT 1942 NACH THERESIENSTADT ERMORDET IN BARANAWITSCHY                                        | Ecke Polská ulice und ulice K Sídlišti · verlegt: 16. Juni 2011 | Alžběta Böhmerová, * 20. April 1888; auch Elisabeth Böhmer/ová, geborene Aschkenes, Ehefrau von Arnold Böhmer; im Juli 1942 deportiert mit Transport AAm nach Theresienstadt und dann weiter mit Transport AAy nach Baranowicze (heute Baranawitschy), wo sie ermordet wurde. |
|      | HIER WOHNTE HANA BÖHMEROVÁ GEB. 1923 DEPORTIERT 1942 NACH THERESIENSTADT ERMORDET IN BARANAWITSCHY                                           | Ecke Polská ulice und ulice K Sídlišti · verlegt: 16. Juni 2011 | Hana Böhmerová, * 30. April 1923; im Juli 1942 deportiert mit Transport AAm nach Theresienstadt und dann weiter mit Transport AAy nach Baranowicze (heute Baranawitschy), wo sie ermordet wurde. |
|      | HIER WOHNTE JULIUS BRAUN GEB. 1871 DEPORTIERT 1942 NACH THERESIENSTADT ERMORDET 29.3.1943 EBENDORT                                           | Pavelčákova 444/20 · verlegt: 29. Oktober 2012                  | Julius Braun, * 20. Mai 1871, † 29. März 1943; im Juli 1942 deportiert mit Transport AAo nach Theresienstadt, dort ermordet. |
|      | HIER WOHNTE IDA BRAUNOVÁ GEB. 1887 DEPORTIERT 1942 NACH THERESIENSTADT ERMORDET 7.3.1944 IN AUSCHWITZ                                        | Pavelčákova 444/20 · verlegt: 29. Oktober 2012                  | Ida Braunová, * 8. Dezember 1887, † 7. März 1944; im Juli 1942 deportiert mit Transport AAo nach Theresienstadt, in September 1943 dann mit Transport Dl weiter nach Auschwitz, dort ermordet. |
|      | HIER WOHNTE ALFRED BRIESS GEB. 1909 DEPORTIERT 1942 NACH THERESIENSTADT ERMORDET IN AUSCHWITZ                                                | Wellnerova 640/21 · verlegt: 16. Juni 2011                      | Alfred Briess, * 15. August 1909, Sohn von Siegfried Briess; deportiert mit Transport W im Februar 1942 nach Theresienstadt und mit Transport Ek im September 1944 nach Auschwitz, ermordet. |
|      | HIER WOHNTE PAVEL BRIESS GEB. 1899 DEPORTIERT 1942 NACH THERESIENSTADT ERMORDET IN BARANAWITSCHY                                             | tř. Spojenců 695/7 · verlegt: 16. Juni 2011                     | Pavel Briess, * 15. Januar 1899; deportiert mit Transport AAm im Juli 1942 nach Theresienstadt und mit Transport AAy im Juli 1942 nach Baranowicze (heute Baranawitschy), ermordet. |
|      | HIER WOHNTE SIRGFRIED BRIESS GEB. 1871 DEPORTIERT 1942 NACH THERESIENSTADT ERMORDET 1942 EBENDORT                                            | 28. října 459/11 · verlegt: 16. Juni 2011                       | Siegfried Briess, * 10. Oktober 1871, † 4. Oktober 1942; er betrieb ein Familienunternehmen (Handel mit Getreide); aus seiner ersten Ehe mit Rosa Briess stammen drei Kinder: Marianne, František und Alfred. Im Juli 1942 wurde er mit seiner zweiten Frau Adele und weiteren Familienangehörigen mit Transport AAm nach Theresienstadt deportiert, wo er aushungerte. |
|      | HIER WOHNTE PAULA BRIESSOVÁ GEB. 1881 DEPORTIERT 1942 NACH THERESIENSTADT ERMORDET 1942 IN BARANAWITSCHY                                     | Na Vozovce 549/12 · verlegt: 16. Juni 2011                      | Paula Briessová, * 6. Januar 1881; deportiert mit Transport AAo im Juli 1942 nach Theresienstadt und mit Transport AAy im Juli 1942 nach Baranowicze (heute Baranawitschy), ermordet. |
|      | HIER WOHNTE BERTOLD BROCH GEB. 1921 DEPORTIERT 1943 NACH THERESIENSTADT ERMORDET 26.3.1945 IN DACHAU                                         | Havlíčkova 661/11 · verlegt: 29. Oktober 2012                   | Bertold Broch, * 31. Oktober 1921, † 26. März 1945; deportiert mit Transport Dn im September 1943 nach Theresienstadt und mit Transport El im September 1944 nach Auschwitz; ermordet sechs Monate später in Dachau. |
|      | HIER WOHNTE JUDR. SIEGFRIED BROCH GEB. 1884 NACH EINMARSCH DER NAZIS VERHAFTET ERMORDET 20.3.1939 IM GEFÄNGNIS DES BEZIRKSGERICHTS IN OLMÜTZ | Kollárovo náměstí 709/8 · verlegt: 4. August 2015               | Siegfrid Broch, * 22. Mai 1884, † 20. März 1939, von Beruf Rechtsanwalt. Er wurde unmittelbar nach der Besetzung des Landes durch das nationalsozialistische Deutschland am 15./16. März 1939 verhaftet und bereits am 20. März 1939 im Gefängnis des Bezirksgerichts Olmütz ermordet. |
|      | HIER WOHNTE HELENA DEUTSCHOVÁ GEB. 1882 DEPORTIERT 1942 NACH THERESIENSTADT ERMORDET IN BARANAWITSCHY                                        | 1. máje 827/8 · verlegt: 29. Oktober 2012                       | Helena Deutschová * 31. Oktober 1882; im Juli 1942 deportiert mit Transport AAo nach Theresienstadt und dann weiter mit Transport AAy nach Baranowicze (heute Baranawitschy), wo sie ermordet wurde. |
|      | HIER WOHNTE DOMINIK EISINGER GEB. 1870 DEPORTIERT 1942 NACH THERESIENSTADT ERMORDET IN AUSCHWITZ                                             | Sokolská 569/31 · verlegt: 16. Juni 2011                        | Dominik Eisinger * 6. Juni 1870; deportiert im Juli 1942 mit Transport AAo nach Theresienstadt, im Dezember 1943 mit Transport Dr nach Auschwitz, dort ermordet. |
|      | HIER WOHNTE HEDVIKA EISINGEROVÁ GEB. 1884 DEPORTIERT 1942 NACH THERESIENSTADT ERMORDET IN AUSCHWITZ                                          | Sokolská 569/31 · verlegt: 16. Juni 2011                        | Hedvika Eisingerová * 19. August 1884; deportiert im Juli 1942 mit Transport AAo nach Theresienstadt, im Dezember 1943 mit Transport Dr nach Auschwitz, dort ermordet. |
|      | HIER WOHNTE OLGA EISLEROVÁ GEB. 1891 DEPORTIERT 1942 NACH THERESIENSTADT ERMORDET 1.9.1942 IN RAASIKU                                        | Komenského 886/22 · verlegt: 29. Oktober 2012                   | Olga Eislerová * 3. März 1891, † September 1942; im Juli 1942 deportiert mit Transport AAm nach Theresienstadt und dann mit Transport Be im September 1942 nach Raasiku (Estland), wo sie ermordet wurde. |
|      | HIER WOHNTE BEDŘICH ENGELMANN GEB. 1893 DEPORTIERT 1942 NACH THERESIENSTADT ERMORDET IN MALY TROSTINEZ                                       | Pavlovická 14/55 · verlegt: 29. Oktober 2012                    | Bedřich Engelmann * 28. Juni 1893; deportiert im Juli 1942 mit Transport AAm nach Theresienstadt, im August 1942 mit Transport Bc nach Maly Trostinez, dort ermordet. |
|      | HIER WOHNTE PETER ENGELMANN GEB. 1892 NACH DEM EINMARSCH DER NAZIS WÄHLTE ER AM 16.3.1939 DEN FREITOD                                        | Litovelská 553/26 · verlegt: 2012                               | Peter Engelmann * 21. Mai 1892, † 16. März 1939; Engelmann war Karikaturist (Pseudonym: Peter Eng) und Wegbereiter des animierten Zeichentrickfilms in der Tschechoslowakei; unmittelbar nach dem Einmarsch der Wehrmacht entschied er sich zusammen mit seiner Ehefrau Anna Engelmannová (geb. 1886) am 16. März 1939 zum Freitod; seine Schwester Anna (geboren 1897) starb später im Vernichtungslager Maly Trostinez. |
|      | HIER WOHNTE ANNA ENGELMANNOVÁ GEB. 1886 NACH DEM EINMARSCH DER NAZIS WÄHLTE SIE AM 16.3.1939 DEN FREITOD                                     | Litovelská 553/26 · verlegt: 2012                               | Anna Engelmannová, * 6. September 1886, † 16. März 1939, war die Ehefrau von Peter Engelmann, mit dem sie nach dem Einmarsch der Wehrmacht 1939 einen Freitod wählte. |
|      | HIER WOHNTE ANNA ENGELMANNOVÁ GEB. 1897 DEPORTIERT 1942 NACH THERESIENSTADT ERMORDET IN MALY TROSTINEZ                                       | Žerotínovo náměstí 250/13 · verlegt: 2016                       | Anna Engelmannová, * 3. Februar 1897, † 1942, war Schwester von Peter Engelmann und des 1934 nach Palästina emigrierten Paul Engelmann. Unter dem Pseudonym Anny (Annie) Suska illustrierte sie einige Dutzende tschechischer wie deutscher Kinderbücher. Nach dem Suizid ihres Bruders Peter Engelmann verließ sie Olmütz und ließ sich am 6. November 1939 im psychiatrischen Krankenhaus in Kroměříž hospitalisieren; zusammen mit weiteren 55 jüdischen Patienten des Krankenhauses wurde sie am 27. Juni 1942 entlassen, in eine Sammelstelle in Olmütz gebracht und von dort bereits am 30. Juni 1942 mit dem Transport AAg nach Theresienstadt und am 14. Juli 1942 mit dem Transport AAx weiter in das Vernichtungslager Maly Trostinez deportiert, wo sie ermordet wurde. |
|      | HIER WOHNTE ARNOŠTKA ENGELMANOVÁ GEB. 1866 DEPORTIERT 1942 NACH THERESIENSTADT ERMORDET 15.7.1942 EBENDORT                                   | Pavlovická 14/55 · verlegt: 2012                                | Arnoštka Engelmannová (in der Todesanzeige auch Ernestine Engelmann); * 4. November 1866, † 15. Juli 1942; deportiert im Juli 1942 mit Transport AAm nach Theresienstadt, dort am 15. Juli 1942 ermordet. |
|      | HIER WOHNTE OLGA ENGELMANOVÁ GEB. 1896 DEPORTIERT 1942 NACH THERESIENSTADT ERMORDET IN MALY TROSTINEZ                                        | Pavlovická 14/55 · verlegt: 2012                                | Olga Engelmannová * 29. November 1895; deportiert im Juli 1942 mit Transport AAm nach Theresienstadt, im August 1942 mit Transport Bc nach Maly Trostinez, dort ermordet. |
|      | HIER WOHNTE HANNELORE FISCHEROVÁ GEB.1922 DEPORTIERT 1942 NACH THERESIENSTADT ERMORDET 1.7.1944 IN AUSCHWITZ                                 | U Botanické zahrady 828/4 · verlegt: 2012                       | Hannelore Fischerová * 17. Dezember 1922; deportiert im Juli 1943 mit Transport Dh nach Theresienstadt, im Dezember 1943 mit Transport Dr nach Auschwitz, dort ermordet. |
|      | HIER WOHNTE GRETA FÖRSTEROVÁ GEB. 1901 DEPORTIERT 1942 NACH THERESIENSTADT ERMORDET 31.12.1942 IN BARANAWITSCHY                              | Komenského 862/7 · verlegt: 2012                                | Greta Försterová * 1. Februar 1901; deportiert im Juli 1942 mit Transport AAm nach Theresienstadt, im Juli 1942 mit Transport AAy nach Baranowicze (heute Baranawitschy), dort am 31. Dezember 1942 ermordet. |
|      | HIER WOHNTE TEREZA FÖRSTEROVÁ GEB. 1859 DEPORTIERT 1942 NACH THERESIENSTADT ERMORDET 28.4.1942 EBENDORT                                      | Komenského 862/7 · verlegt: 2012                                | Tereza Försterová * 30. Dezember 1901; deportiert im Juli 1942 mit Transport AAm nach Theresienstadt, dort am 28. April 1942 ermordet. |
|      | HIER WOHNTE ERWIN FRIED GEB. 1903 DURCH GESTAPO VERHAFTET 1939 ERMORDET 27.9.1940 IN BUCHENWALD                                              | Pavelčákova 7/9 · verlegt: 2016                                 | Erwin Fried * 29. Oktober 1903; Erwin Fried wurde 1939 durch die Gestapo verhaftet und am 27. September 1940 in Buchenwald ermordet. |
|      | HIER WOHNTE JULIUS FRIED GEB. 1867 DEPORTIERT 1942 NACH THERESIENSTADT ERMORDET IN TREBLINKA                                                 | Pavelčákova 7/9 · verlegt: 2016                                 | Julius Fried * 26. September 1867; deportiert im Juni 1942 mit Transport AAf nach Theresienstadt, im Oktober 1942 mit Transport Bv nach Treblinka, dort ermordet. |
|      | HIER WOHNTE ROBERT FRIED GEB. 1906 DURCH GESTAPO VERHAFTET 1939 ERMORDET 11.7.1940 IN BUCHENWALD                                             | Pavelčákova 7/9 · verlegt: 2016                                 | Robert Fried * 9. Januar 1906; Robert Fried wurde 1939 durch die Gestapo verhaftet und am 11. Juli 1940 in Buchenwald ermordet. |
|      | HIER WOHNTE KAMILA FRIEDOVÁ GEB. 1870 DEPORTIERT 1942 NACH THERESIENSTADT ERMORDET IN TREBLINKA                                              | Pavelčákova 7/9 · verlegt: 2016                                 | Kamila Friedová * 23. Oktober 1870, deportiert im Juni 1942 mit Transport AAf nach Theresienstadt, im Oktober 1942 mit Transport Bv nach Treblinka, dort ermordet. |
|      | HIER WOHNTE ERICH FÜRST GEB. 1892 DEPORTIERT 1942 NACH THERESIENSTADT ERMORDET IN AUSCHWITZ                                                  | tř. Spojenců 716/22 · verlegt: 2011                             | Erich Fürst * 4. April 1892. Fürst diente in der österreichischen Armee, 1917 war er Offizier. Er war verheiratet, mit der Ehefrau Filomena hatte er drei Kinder: Ingeborg, Ulrich und Tomáš; deportiert im Juli 1942 mit Transport AAm nach Theresienstadt, im September 1944 mit Transport El nach Auschwitz, dort ermordet. |
|      | HIER WOHNTE KAREL FÜRST GEB. 1926 DEPORTIERT 1942 NACH THERESIENSTADT ERMORDET IN AUSCHWITZ                                                  | tř. Spojenců 716/22 · verlegt: 2011                             | Karel Fürst * 21. April 1926; deportiert im Juli 1942 mit Transport AAm nach Theresienstadt, im Dezember 1943 mit Transport Dr nach Auschwitz, dort ermordet. |
|      | HIER WOHNTE WALTER FÜRST GEB. 1888 DEPORTIERT 1942 NACH THERESIENSTADT ERMORDET IN AUSCHWITZ                                                 | tř. Spojenců 716/22 · verlegt: 2011                             | Walter Fürst * 4. Februar 1888; deportiert im Juli 1942 mit Transport AAm nach Theresienstadt, im Dezember 1943 mit Transport Dr nach Auschwitz, dort ermordet. Seine Ehefrau Irma, ebenfalls in Auschwitz interniert, überlebte. |
|      | HIER WOHNTE BERTA GOTTLIEBOVÁ GEB. 1880 DEPORTIERT 1942 NACH THERESIENSTADT ERMORDET IN MALY TROSTINEZ                                       | Komenského 862/7 · verlegt: 2012                                | Berta Gottliebová, * 3. Februar 1880, geborene Abel, Mutter von Zita Gottliebová, deportiert im Juli 1942 mit Transport AAm nach Theresienstadt, im August 1942 mit Transport Bc nach Maly Trostinez, dort ermordet. |
|      | HIER WOHNTE ZITA GOTTLIEBOVÁ GEB. 1912 DEPORTIERT 1942 NACH THERESIENSTADT ERMORDET IN MALY TROSTINEZ                                        | Komenského 862/7 · verlegt: 2012                                | Zita Gottliebová, * 3. Oktober 1912, Tochter von Berta Gottliebová, deportiert im Juli 1942 mit Transport AAm nach Theresienstadt, im August 1942 mit Transport Bc nach Maly Trostinez, dort ermordet. |
|      | HIER LEBTE FELIX GÖTZLINGER GEB. 1928 DEPORTIERT 1942 NACH THERESIENSTADT ERMORDET IN AUSCHWITZ                                              | Krapkova 439/34 · verlegt: 2013                                 | Felix Götzlinger, * 12. Dezember 1928, deportiert im Juli 1942 mit Transport AAm nach Theresienstadt, im Oktober 1944 mit Transport Er nach Auschwitz, dort ermordet. |
|      | HIER LEBTE PAVEL GÖTZLINGER GEB. 1930 DEPORTIERT 1942 NACH THERESIENSTADT ERMORDET IN AUSCHWITZ                                              | Krapkova 439/34 · verlegt: 2013                                 | Pavel Götzlinger, * 3. September 1930, deportiert im Juli 1942 mit Transport AAm nach Theresienstadt, im Oktober 1944 mit Transport Er nach Auschwitz, dort ermordet. |
|      | HIER LEBTE ANNA GÖTZLINGEROVÁ GEB. 1927 DEPORTIERT 1942 NACH THERESIENSTADT ERMORDET IN AUSCHWITZ                                            | Krapkova 439/34 · verlegt: 2013                                 | Anna Götzlingerová, * 21. Juni 1927, deportiert im Juli 1942 mit Transport AAm nach Theresienstadt, im Oktober 1944 mit Transport Er nach Auschwitz, dort ermordet. |
|      | HIER LEBTE ELSA GÖTZLINGEROVÁ GEB. 1900 DEPORTIERT 1942 NACH AUSCHWITZ ERMORDET 10. Oktober 1942 EBENDORT                                    | Krapkova 439/34 · verlegt: 2013                                 | Elsa Götzlingerová geborene Steiner, * 7. Dezember 1900, † 10. Oktober 1942; Tochter von Herman Steiner und Anna Steiner, drei Kinder: Anna (* 1927), Felix (* 1928), Paul (* 1930); 1942 nach Auschwitz deportiert, dort am 10. Oktober 1942 ermordet. |
|      | HIER WOHNTE IRMA GÖTZLINGEROVÁ GEB. 1892 DEPORTIERT 1942 NACH THERESIENSTADT ERMORDET IN BARANOWICZE                                         | Komenského 921/23 · verlegt: 2013                               | Irma Götzlingerová, * 4. Dezember 1892; deportiert am 8. Juli 1942 mit Transport AAo nach Theresienstadt und am 28. Juli 1942 mit Transport AAy nach Baranowicze (heute Baranawitschy), dort ermordet. |
|      | HIER WOHNTE LEOPOLD GRÄTZER GEB. 1868 DEPORTIERT 1942 NACH THERESIENSTADT ERMORDET IN TREBLINKA                                              | Vídeňská 676/7 · verlegt: 2015                                  | Leopold Grätzer, * 3. Januar 1868, deportiert am 4. Juli 1942 mit Transport AAm nach Theresienstadt und 22. Oktober 1942 mit Transport Bx nach Treblinka, ermordet. |
|      | HIER WOHNTE SIEGFRIED GRÄTZER GEB. 1896 DEPORTIERT 1942 NACH THERESIENSTADT ERMORDET 1942 IN BARANOWICZE                                     | Vídeňská 676/7 · verlegt: 2011                                  | Siegfried Grätzer, * 22. März 1896, deportiert am 8. Juli 1942 mit Transport AAo nach Theresienstadt und 28. Juli 1942 mit Transport AAy nach Baranowicze (heute Baranawitschy), dort ermordet. |
|      | HIER WOHNTE HERTA GRÄTZEROVÁ GEB. 1903 DEPORTIERT 1942 NACH THERESIENSTADT ERMORDET 1942 IN BARANOWICZE                                      | Vídeňská 676/7 · verlegt: 2011                                  | Herta Grätzerová, * 1. Juni 1903; deportiert am 8. Juli 1942 mit Transport AAo nach Theresienstadt und 28. Juli 1942 mit Transport AAy nach Baranowicze (heute Baranawitschy), dort ermordet. |
|      | HIER WOHNTE KAMILA GRÄTZEROVÁ GEB. 1873 DEPORTIERT 1942 NACH THERESIENSTADT ERMORDET IN TREBLINKA                                            | Vídeňská 676/7 · verlegt: 2015                                  | Kamila Grätzerová, * 9. Januar 1873; deportiert am 4. Juli 1942 mit Transport AAm nach Theresienstadt und 22. Oktober 1942 mit Transport Bx nach Treblinka, dort ermordet. |
|      | HIER WOHNTE HUGO GROÁK GEB. 1881 DEPORTIERT 1942 NACH THERESIENSTADT ERMORDET 18. 11. 1942 EBENDORT                                          | Třída Svobody 596/21 · verlegt: 2013                            | Hugo Groák, * 3. Mai 1881, † 18. November 1942. Hugo Groák stammte aus einer bedeutenden Unternehmersfamilie in Olmütz. Von seinem Vater Josef Groák, der auch in der jüdischen Gemeinde und der Stadtverwaltung tätig war, übernahm er die Buchdruck- und Litographiefirma, die er weiterführte. Am 30. Juni 1912 heiratete er Eliška Brochová, mit der er zwei Kinder hatte. Am 1. September 1939 wurde Hugo Groák verhaftet und zuerst in Olmütz interniert, später in das KZ Buchenwald überführt, aus dem er im August 1940 beziehungsweise im Dezember 1941 als Invalide entlassen wurde. Am 8. Juli 1942 wurde Hugo Groák mit seiner Frau Eliška Groáková mit Transport AAo nach Theresienstadt deportiert, dort am 18. November 1942 ermordet.                             |
|      | HIER WOHNTE ELIŠKA GROÁKOVÁ GEB. 1883 DEPORTIERT 1942 NACH THERESIENSTADT ERMORDET 1943 IN AUSCHWITZ                                         | Třída Svobody 596/21 · verlegt: 2013                            | Eliška Groáková, geborene Brochová, * 12. Mai 1883; am 30. Juni 1912 heiratete sie Hugo Groák, mit dem sie zwei Kinder hatte; deportiert am 8. Juli 1942 mit Transport AAo nach Theresienstadt und 1. Februar 1943 mit Transport Cu nach Auschwitz, dort ermordet. |
|      | HIER WOHNTE NATHAN GRÜNWALD GEB. 1867 DEPORTIERT 1942 NACH THERESIENSTADT ERMORDET 1942 EBENDORT                                             | Uhelná 4 · (heute abgerissen) · verlegt: 2011                   | Nathan Grünwald * 10. Juni 1867 in Floridsdorf, † 22. Oktober 1942 in Theresienstadt; Grünwald, Händler mit Antiquitäten, heiratete im März 1901 Josefa Karpfen und lebte in Wiener Neustadt, dann in Mikulov, später in Olmütz. Sie hatten sechs Kinder, unter anderem Tochter Marta, später verheiratete Hiklová, die in Treblinka ermordet wurde. Die Familie kannte den Rabbiner Berthold Oppenheim gut. Die Familienmitglieder besaßen zwar Pässe, um auszureisen, sie entschlossen sich jedoch in Olmütz zu bleiben. Nachdem das Haus und Eigentum beschlagnahmt wurden, wurde Nathan Grünwald im Juli 1942 mit dem Transport AAm nach Theresienstadt deportiert, wo er drei Monate später starb.                                                                            |
|      | HIER WOHNTE JOSEFA GRÜNWALDOVÁ GEB. 1881 DEPORTIERT 1942 NACH THERESIENSTADT ERMORDET IN AUSCHWITZ                                           | Uhelná 4 · (heute abgerissen) · verlegt: 2011                   | Josefa Grünwaldová (auch Josefine oder Josephine), geborene Karpfen, * 18. Juni 1881 in Floridsdorf, Ehefrau von Nathan Grünwald; in Olmütz war sie im synagogalen Chor aktiv; sie wurde im Juli 1942 mit dem Transport AAm nach Theresienstadt und dann in September 1943 mit dem Transport Dm nach Auschwitz deportiert; dort wurde sie im sogenannten Theresienstädter Familienlager einquartiert und am 8. März 1944 zusammen mit weiteren 3791 Häftlingen ermordet. |
|      | HIER WOHNTE RŮŽENA GRÜNWALDOVÁ GEB. 1883 DEPORTIERT 1942 NACH THERESIENSTADT ERMORDET 1942 IN BARANOWICZE                                    | Dolní náměstí 53/35 · verlegt: 2011                             | Růžena Grünwaldová, * 17. Dezember 1883, Ehefrau von Willi Grünwald, dem Sohn von Nathan Grünwald; deportiert im Juli 1942 mit dem Transport AAm nach Theresienstadt und ebenfalls im Juli 1942 mit dem Transport AAy nach Baranowicze (heute Baranawitschy), dort ermordet. |
|      | HIER WOHNTE ANASTAZIUS HAAS GEB. 1878 DEPORTIERT 1942 NACH THERESIENSTADT ERMORDET IN MALY TROSTINEZ                                         | Vídeňská 986/22 · verlegt: 2016                                 | Anastazius Haas * 5. Oktober 1878, verheiratet mit Greta Haasová; deportiert im Juli 1942 mit Transport AAm nach Theresienstadt, im September 1942 mit Transport Bk nach Maly Trostinez, dort ermordet. |
|      | HIER WOHNTE EDUARD HAAS GEB. 1877 DEPORTIERT 1942 NACH THERESIENSTADT ERMORDET IN BARANAWITSCHY                                              | Dolní náměstí 58/30 · verlegt: 2016                             | Eduard Haas, * 7. Juni 1877, deportiert im Juli 1942 mit Transport AAm nach Theresienstadt, im Juli 1942 mit Transport AAy nach Baranowicze (heute Baranawitschy), dort ermordet. |
|      | HIER WOHNTE ERICH HAAS GEB. 1909 DEPORTIERT 1942 NACH THERESIENSTADT ERMORDET IN BARANAWITSCHY                                               | Dolní náměstí 58/30 · verlegt: 2016                             | Erich Haas * 13. November 1909, deportiert im Juli 1942 mit Transport AAm nach Theresienstadt, im Juli 1942 mit Transport AAy nach Baranowicze (heute Baranawitschy), dort ermordet. |
|      | HIER WOHNTE HANUŠ HAAS GEB. 1898 DEPORTIERT 1942 NACH THERESIENSTADT ERMORDET IN AUSCHWITZ                                                   | Komenského 921/23 · verlegt: 2012                               | Hanuš Haas, * 28. März 1898, verheiratet mit Helena Haasová; deportiert am 8. Juli 1942 mit Transport AAo nach Theresienstadt und 18. Dezember 1943 mit Transport Ds nach Auschwitz dort, ermordet. |
|      | HIER WOHNTE WALTER HAAS GEB. 1902 NACH DEM EINMARSCH DER NAZIS VERHAFTET ERMORDET 18. 3. 1939 IM GEFÄNGNIS DES BEZIRKSGERICHTS IN OLMÜTZ     | Komenského 917/25 · verlegt: 2015                               | Walter Haas * 2. Dezember 1902; nach dem Einmarsch der deutschen Besatzungstruppen wurde er verhaftet und am 18. März 1939 im Gefängnis des Bezirksgerichts ermordet. |
|      | HIER WOHNTE GRETA HAASOVÁ GEB. 1889 DEPORTIERT 1942 NACH THERESIENSTADT ERMORDET IN MALY TROSTINEZ                                           | Vídeňská 986/22 · verlegt: 2016                                 | Greta Haasová * 1. April 1889, verheiratet mit Anastazius Haas; deportiert im Juli 1942 mit Transport AAm nach Theresienstadt, im September 1942 mit Transport Bk nach Maly Trostinez, dort ermordet. |
|      | HIER WOHNTE HELENA HAASOVÁ GEB. 1896 DEPORTIERT 1942 NACH THERESIENSTADT ERMORDET 12. 8. 1943 EBENDORT                                       | Komenského 921/23 · verlegt: 2012                               | Helena Haasová (* 14. November 1896 in Przemyśl; † 12. August 1943 in Theresienstadt;), geborene Katz, Pflegerin, verheiratet mit Hanuš Haas (in ihrer Todesfallanzeige als Hans Haas bezeichnet); deportiert im Juli 1942 mit Transport AAo nach Theresienstadt, dort im August 1943 ermordet; ihre Tochter Gertruda überlebte die Konzentrationslager. |
|      | HIER WOHNTE BEDŘICH HERSCH GEB. 1895 DEPORTIERT 1942 NACH THERESIENSTADT 1943 NACH AUSCHWITZ ÜBERLEBTE                                       | Komenského 862/7 · verlegt: 2015                                | Bedřich Hersch, * 28. Oktober 1895, deportiert im Juli 1942 mit Transport AAm nach Theresienstadt, im Dezember 1943 mit Transport Ds nach Auschwitz, überlebte. |
|      | HIER WOHNTE ARNOŠTKA HERSCHOVÁ GEB. 1895 DEPORTIERT 1942 NACH THERESIENSTADT ERMORDET IN AUSCHWITZ                                           | Komenského 862/7 · verlegt: 2012                                | Arnoštka Herschová, * 9. Februar 1895; deportiert im Juli 1942 mit Transport AAm nach Theresienstadt, im Dezember 1943 mit Transport Ds nach Auschwitz, dort ermordet. |
|      | HIER WOHNTE ERICH HIKL GEB. 1926 DEPORTIERT 1942 NACH THERESIENSTADT ERMORDET IN TREBLINKA                                                   | Pavelčákova 3/17 · verlegt: 2011                                | Erich Hikl, * 26. Juni 1926. Sohn von Marta Hiklová (in Treblinka ermordet) und Bedřich Hikl. Deportiert mit seiner Mutter am 4. Juli 1942 mit Transport AAm nach Theresienstadt und 8. Oktober 1942 mit Transport Bu nach Treblinka, dort ermordet. |
|      | HIER WOHNTE MARTA HIKLOVÁ GEB. 1902 DEPORTIERT 1942 NACH THERESIENSTADT ERMORDET IN TREBLINKA                                                | Pavelčákova 3/17 · verlegt: 2011                                | Marta Hiklová * 18. März 1902, geborene Grünwald, Tochter der in Theresienstadt bzw. Auschwitz ermordeten Nathan Grünwald und Josefa Grünwaldová. Nachdem sie 1937 nach einem vorübergehenden Aufenthalt in Prag wieder zurück nach Olmütz umzog, war sie in der dortigen Synagoge im Chor aktiv. Zusammen mit ihrem Sohn Erich Hikl deportiert am 4. Juli 1942 mit Transport AAm nach Theresienstadt und 8. Oktober 1942 mit Transport Bu nach Treblinka, dort ermordet. |
|      | HIER WOHNTE ERICH HIRSCH GEB. 1918 VERHAFTET DURCH GESTAPO IM SEPTEMBER 1941 ÜBERLEBTE DIE HAFT IN KONZENTRATIONSLAGERN                      | B. Němcové 146/1 · verlegt: 2015                                | Erich Hirsch, * 9. November 1918, verhaftet durch die Gestapo im September 1941, in Haft in verschiedenen Konzentrationslagern, überlebte. |
|      | HIER WOHNTE JULIUS HIRSCH GEB. 1879 VERHAFTET DURCH GESTAPO IM SEPTEMBER 1941 ERMORDET 31.12.1942 IN BRÜNN                                   | B. Němcové 146/1 · verlegt: 2015                                | Julius Hirsch, * 9. Dezember 1879, Sohn von Abraham Hirsch und Julie Hirsch, geborene Käufler; Ehemann von Irma Hirschová, Unternehmer; verhaftet im September 1941 durch die Gestapo, ermordet am 31. Dezember 1942 in Brünn. |
|      | HIER WOHNTE WALTER HIRSCH GEB. 1913 VERHAFTET DURCH GESTAPO 30.9.1941 IN HAFT IN AUSCHWITZ ERMORDET 28.1.1945 IN MAUTHAUSEN                  | B. Němcové 146/1 · verlegt: 2015                                | Walter Hirsch, * 5. Mai 1913, verbeamtet, Ehemann von Truda Hirschová; verhaftet durch die Gestapo am 30. September 1941, deportiert nach Auschwitz, ermordet in Mauthausen. |
|      | HIER WOHNTE IRMA HIRSCHOVÁ GEB. 1885 DEPORTIERT 1942 NACH THERESIENSTADT ERMORDET IN AUSCHWITZ                                               | B. Němcové 146/1 · verlegt: 2015                                | Irma Hirschová, * 29. März 1885, geborene Bellak, Ehefrau von Julius Hirsch; deportiert am 4. Juli 1942 mit Transport AAm nach Theresienstadt und am 6. September 1943 mit Transport Dm nach Auschwitz, ermordet. |
|      | HIER WOHNTE TRUDA HIRSCHOVÁ GEB. 1917 DEPORTIERT 1942 NACH THERESIENSTADT ERMORDET IN AUSCHWITZ                                              | B. Němcové 146/1 · verlegt: 2015                                | Truda Hirschová, * 8. Juni 1917 in Wien, geborene Wintrová, Ehefrau von Walter Hirsch; deportiert am 4. Juli 1942 mit Transport AAm nach Theresienstadt und 1. Februar 1943 mit Transport Cu nach Auschwitz, ermordet. |
|      | HIER WOHNTE JOSEF JAROLÍM GEB. 1888 DEPORTIERT 1942 NACH THERESIENSTADT ERMORDET IN AUSCHWITZ                                                | Masarykova třída 1050/20 · verlegt: 2015                        | Josef Jarolím * 16. Oktober 1888, Eisenbahninspekteur, Ehemann von Greta Jarolímová geborene Schlesingerová; zusammen mit ihr deportiert am 8. Juli 1942 mit Transport AAo nach Theresienstadt, am 16. Oktober 1944 mit Transport Er nach Auschwitz, dort ermordet. |
|      | HIER WOHNTE GISELA JAROLÍMOVÁ GEB. 1881 DEPORTIERT 1942 NACH THERESIENSTADT ERMORDET IN BARANAWITSCHY                                        | Stará Víska 506/31 · verlegt: 2016                              | Gisela Jarolímová, * 31. Oktober 1881; deportiert am 8. Juli 1942 mit Transport AAo nach Theresienstadt, am 28. Juli 1942 mit Transport AAy nach Baranowicze (heute Baranawitschy), dort ermordet. |
|      | HIER WOHNTE GRETA JAROLÍMOVÁ GEB. 1899 DEPORTIERT 1942 NACH THERESIENSTADT ERMORDET IN AUSCHWITZ                                             | Masarykova třída 1050/20 · verlegt: 2015                        | Greta Jarolímová * 11. Juni 1899, Ehefrau von Josef Jarolím; zusammen mit ihm deportiert am 8. Juli 1942 mit Transport AAo nach Theresienstadt, am 16. Oktober 1944 mit Transport Er nach Auschwitz, dort ermordet. |
|      | HIER WOHNTE KAMILA JAROLÍMOVÁ GEB. 1883 DEPORTIERT 1942 NACH THERESIENSTADT ERMORDET IN BARANAWITSCHY                                        | Stará Víska 506/31 · verlegt: 2016                              | Kamila Jarolímová, * 26. Juli 1883; deportiert am 8. Juli 1942 mit Transport AAo nach Theresienstadt, am 28. Juli 1942 mit Transport AAy nach Baranowicze (heute Baranawitschy), dort ermordet. |
|      | HIER WOHNTE ADOLF KARPFEN GEB. 1865 DEPORTIERT 1942 NACH THERESIENSTADT ERMORDET IN AUSCHWITZ                                                | Panská 187/3 · verlegt: 2014                                    | Adolf Karpfen, * 11. Juni 1865 in Pohořelice u Brna, wo seine Eltern im Handel tätig waren; seine Brüder waren als Händler in Wien tätig und wurden ebenfalls in Konzentrationslagern ermordet. Adolf Karpfen betrieb einen Einzelhandel mit Textilien und eine kleine Bankeinrichtung in Olmütz sowie Großhandel in Hodolany; er war Mitglied in zahlreichen Vereinen und war in der Synagoge aktiv. Deportiert am 9. Juni 1943 mit Transport Dc nach Theresienstadt und 15. Dezember 1943 mit Transport Dr nach Auschwitz, ermordet. |
|      | HIER WOHNTE BEDŘIŠKA KAUFMANNOVÁ GEB. 1908 DEPORTIERT 1942 NACH THERESIENSTADT ERMORDET 1942 IN MALY TROSTINEZ                               | Riegrova 372/4 · verlegt: 2015                                  | Bedřiška Kaufmannová, geboren am 10. Juni 1908, wurde am 4. Juli 1942 mit dem Transport AAm aus Olmütz nach Theresienstadt und danach am 8. September 1942 mit dem Transport Bk nach Vernichtungslager Maly Trostinez deportiert. Dort ermordet. |
|      | HIER WOHNTE HERTA KAUFMANNOVÁ GEB. 1933 DEPORTIERT 1942 NACH THERESIENSTADT ERMORDET 1942 IN MALY TROSTINEZ                                  | Riegrova 372/4 · verlegt: 2015                                  | Herta Kaufmannová, geboren am 12. August 1933, wurde am 4. Juli 1942 mit dem Transport AAm aus Olmütz nach Theresienstadt und danach am 8. September 1942 mit dem Transport Bk nach Vernichtungslager Maly Trostinez deportiert. Dort ermordet. |
|      | HIER WOHNTE ROBERT KÖTTNER GEB. 1898 DEPORTIERT 1942 NACH THERESIENSTADT ERMORDET IN AUSCHWITZ                                               | 28. října 459/11 · verlegt: 2016                                | Robert Köttner, * 24. Januar 1898 als Sohn von Hermann Köttner und Ernestine Seidler, deportiert am 8. Juli 1942 mit Transport AAo nach Theresienstadt und 6. Oktober 1944 mit Transport Eo nach Auschwitz, dort ermordet. |
|      | HIER WOHNTE ARNOŠTKA KÖTTNEROVÁ GEB. 1876 DEPORTIERT 1942 NACH THERESIENSTADT ERMORDET IN TREBLINKA                                          | Palackého 628/7 · verlegt: 2016                                 | Arnoštka Köttnerová geborene Seidler, * 22. August 1876, in amtlichen Dokumenten auch als Ernestine genannt, deportiert am 4. Juli 1942 mit Transport AAm nach Theresienstadt und 22. Oktober 1942 mit Transport Bx nach Treblinka, dort ermordet. |
|      | HIER WOHNTE ARNOŠT KRAUS GEB. 1886 DEPORTIERT 1942 NACH THERESIENSTADT ERMORDET 7.3.1944 IN MALY TROSINEZ                                    | Horní náměstí 407/27 · verlegt: 2016                            | Arnošt Kraus, gelegentlich auch Ernst Kraus, * 25. November 1886 in Prag; Handelskaufmann, verheiratet mit Anna Krausová, mit der er die Tochter Gretl Kraus Fischer hatte; in Olmütz wohnte die Familie ab 1917; deportiert mit seiner Ehefrau im Juni 1942 mit Transport AAg nach Theresienstadt und im August 1942 mit Transport Bc nach Maly Trostinez, ermordet. |
|      | HIER WOHNTE ANNA KRAUSOVÁ GEB. 1891 DEPORTIERT 1942 NACH THERESIENSTADT ERMORDET 7.3.1944 IN MALY TROSINEZ                                   | Horní náměstí 407/27 · verlegt: 2016                            | Anna Krausová, * 26. Juli 1891 in Wien, geborene Diamant, Ehefrau von Arnošt Kraus, mit dem sie die Tochter Gretl Kraus Fischer hatte; in Olmütz wohnte die Familie ab 1917; deportiert mit ihrem Ehemann im Juni 1942 mit Transport AAg nach Theresienstadt und im August 1942 mit Transport Bc nach Maly Trostinez, ermordet. |
|      | HIER WOHNTE YELLA KUBÁLKOVÁ GEB. 1910 DEPORTIERT 1942 NACH THERESIENSTADT ERMORDET IN MALY TROSTINEZ                                         | Masarykova třída 882/28 · verlegt: 2012                         | Yella Kubálková, * 15. Juni 1910, war verheiratet mit Antonín Kubálek, mit dem sie den Sohn Petr hatte. Sie wurde am 30. Juni 1942 mit Transport AAq nach Theresienstadt und 14. Juli 1942 mit Transport AAx nach Vernichtungslager Maly Trostinez deportiert, dort ermordet. |
|      | HIER WOHNTE GOTTFRIED KULKA GEB. 1867 DEPORTIERT 1942 NACH THERESIENSTADT ERMORDET 14. 10. 1942 EBENDORT                                     | Kateřinská 62/8 · verlegt: 2012                                 | Gottfried Kulka, * 4. August 1867 in Laas, Pezirk Púchov (Slowakei); deportiert am 4. Juli 1942 mit Transport AAm nach Theresienstadt, dort am 14. Oktober 1942 ermordet. |
|      | HIER WOHNTE GISELA KULKOVÁ GEB. 1873 DEPORTIERT 1942 NACH THERESIENSTADT ERMORDET IN AUSCHWITZ                                               | Kateřinská 62/8 · verlegt: 2012                                 | Gisela Kulková, * 14. April 1873, geborene Gisela Fischer; deportiert am 4. Juli 1942 mit Transport AAm nach Theresienstadt, am 26. Oktober 1942 mit Transport By nach Auschwitz, dort ermordet. |
|      | HIER WOHNTE ADOLFINA LAMMOVÁ GEB. 1875 DEPORTIERT 1942 NACH THERESIENSTADT ERMORDET IN TREBLINKA                                             | Masarykova třída 902/9 · verlegt: 2011                          | Adolfina Lammová, * 21. Januar 1875; deportiert am 4. Juli 1942 mit Transport AAm nach Theresienstadt, am 22. Oktober 1942 mit Transport Bx nach Treblinka, dort ermordet. |
|      | | Javoříčská 664/1                                                | Alfred Lichtenstein |
|      | | Javoříčská 664/1                                                | Filip Lichtenstein |
|      | | Javoříčská 664/1                                                | Vojtěch Lichtenstein |
|      | | Javoříčská 664/1                                                | Margareta Lichtensteinová |
|      | | Wolkerova 585/46                                                | Vilém Mandl |
|      | | Wolkerova 585/46                                                | Anna Mandlová |
|      | | Komenského 862/7 · verlegt: 2012                                | Karel Massařik |
|      | | Komenského 862/7 · verlegt: 2012                                | Alžběta Massařiková |
|      | | Zeyerova 878/20                                                 | Eduard Mayer |
|      | | Javoříčské ulici 6                                              | Vincenc Mertens |
|      | | Javoříčské ulici 6                                              | Roma Mertensová |
|      | | Třída Svobody 24 (heute abgerissen)                             | Jiří Munk |
|      | | Třída Svobody 24 (heute abgerissen)                             | Vilém Munk |
|      | | Třída Svobody 24 (heute abgerissen)                             | Arnoštka Munková |
|      | HIER WOHNTE RABBINER BERTHOLD OPPENHEIM GEB. 1867 DEPORTIERT 1942 NACH THERESIENSTADT ERMORDET IN TREBLINKA                                  | Třída Svobody 24 · (heute abgerissen) · verlegt: 2012           | Berthold Oppenheim (* 29. Juli 1867; † 1942) war der erste Rabbiner in Olmütz. Er studierte Hebraistik und Judaistik an verschiedenen religiösen Instituten und an weltlichen Universitäten in Berlin und Breslau und war Gründungsmitglied des Vereins mährisch-schlesischer Rabbiner. 1942 wurde Oppenheim verhaftet und am 8. Juli 1942 mit dem Transport AAo nach Theresienstadt und am 15. Oktober 1942 mit dem Transport Bv weiter nach Treblinka deportiert, wo er im selben Jahr ermordet wurde. |
|      | HIER WOHNTE MARTA OPPENHEIMOVÁ GEB. 1883 DEPORTIERT 1942 NACH THERESIENSTADT ERMORDET IN TREBLINKA                                           | Třída Svobody 24 · (heute abgerissen) · verlegt: 2012           | Marta Oppenheimová, * 25. März 1883, † nach Oktober 1942 in Treblinka, Ehefrau des Olmützer Rabbiners Berthold Oppenheim; deportiert mit Transport AAo nach Theresienstadt und mit Transport Bv nach Treblinka, ermordet. |
|      | | Krapkova 157/24                                                 | Josef Pollak |
|      | | Štítného 377/20                                                 | Ludvik Pollak |
|      | | Štítného 377/20                                                 | Viktor Pollak |
|      | | Štítného 377/20                                                 | Emilie Pollaková |
|      | | Štítného 377/20                                                 | Rozalie Pollaková |
|      | | 1. máje 838/28                                                  | Max Redlich |
|      | | 1. máje 838/28                                                  | Viteszlav Redlich |
|      | | 1. máje 838/28                                                  | Berta Redlichova |
|      | | 1. máje 838/28                                                  | Ida Redlichova |
|      | | 1. máje 838/28                                                  | Pavla Redlichova |
|      | | třída Svobody 619/22                                            | Irena Ritterspornová |
|      | | třída Svobody 619/22                                            | Valerie Ritterspornová |
|      | HIER WOHNTE ELLA RONGOVÁ GEB. 1901 DEPORTIERT 1942 NACH THERESIENSTADT ERMORDET IN AUSCHWITZ                                                 | Masarykova třída 902/9 · verlegt: 2011                          | Ella Rongová* 12. November 1901; deportiert im am 27. Juli 1942 mit Transport AAu nach Theresienstadt, am 1. Oktober 1944 mit Transport Em-1008 nach Auschwitz, dort ermordet. |
|      | | Na Letné 207/15                                                 | Zikmund Rosenfeld |
|      | HIER WOHNTE JOSEF ŠANTA GEB. 1883 VERHAFTET 1944 ERMORDET 8. 5. 1945 IN DER KLEINEN FESTUNG THERESIENSTADT                                   | Šantova 719/2 · (ehem. Hanácká ul. 2) · verlegt: 18. Sept. 2014 | Josef Šanta * 30. April 1883, † 9. Mai 1945; tschechoslowakischer sozialdemokratischer Journalist und Politiker, arbeitete für viele Zeitschriften der Partei zuerst in Wien, dann in Olmütz; in beiden Städten als Abgeordneter tätig. Während des Protektorats Böhmen und Mähren schloss er sich dem Widerstand gegen die Nationalsozialisten an und nahm am Slowakischen Nationalaufstand teil. Er wurde zweimal verhaftet, im KZ Dachau und in der Kleinen Festung in Theresienstadt gehalten, wo er infolge einer Typhusepidemie starb. 2014 erhielt er (als erste nichtjüdische Person in Olmütz) einen Stolperstein. |
|      | | Dobrovského 401/16                                              | Peisech Scheck |
|      | | Dobrovského 401/16                                              | Abraham Scheck-König |
|      | | Dobrovského 401/16                                              | Rachel Schecková |
|      | | Ostružnická 331/16                                              | Irma Schnablová |
|      | | U Botanické zahrady 828/4 ·                                     | Erich Schnitzler |
|      | | U Botanické zahrady 828/4 ·                                     | Theodor Schnitzler |
|      | | U Botanické zahrady 828/4 ·                                     | Walter Schnitzler |
|      | | U Botanické zahrady 828/4 ·                                     | Anna Schnitzlerová |
|      | | Švermova 1036/7                                                 | Erich Schulhof |
|      | | Švermova 1036/7                                                 | Ida Schulhofová |
|      | | Riegrova 372/4 · verlegt: 2015                                  | Karel Schwarz |
|      | | Riegrova 372/4 · verlegt: 2015                                  | Olga Ilona Schwarzová |
|      | | Riegrova 372/4 · verlegt: 2015                                  | Irena Schwarzová |
|      | | Palackého 641/11                                                | Eva Ada Silbingerové |
|      | | Palackého 641/11                                                | Valerie Silbingerové |
|      | | Švermově ulici 7                                                | Otakar Smrčka, Bürgermeister |
|      | | Komenského 913/29                                               | Jiří Spitz |
|      | | Komenského 913/29                                               | Leo Spitz |
|      | | Komenského 913/29                                               | Ida Spitzová |
|      | | Na Chmelnici 541/7                                              | Jindřich Stárek |
|      | | 1. máje 838/28                                                  | Eliska Stoberova |
|      | | Dolní náměstí 22/43                                             | Jindřich Tauber |
|      | | Dolní náměstí 22/43                                             | Gabriela Tauberová |
|      | | Masarykova třída 922/8                                          | Artur Taussik |
|      | | Masarykova třída 922/8                                          | Ilka Taussiková |
|      | | Zeyerova 850/14                                                 | Heinz Triescher |
|      | | Zeyerova 850/14                                                 | Pavel Triescher |
|      | | Zeyerova 850/14                                                 | Fanny Triescherová |
|      | | Masarykova třída 105/29                                         | Josef Tyras |
|      | | Pavlovická 14/55                                                | Arnold Unger |
|      | | Pavlovická 14/55                                                | Hanuš Unger |
|      | | Pavlovická 14/55                                                | Karel Unger |
|      | | Pavlovická 14/55                                                | Anna Ungerová |
|      | | Cyrilometodějské náměstí 251/3                                  | Berthold Wachsmann |
|      | | Cyrilometodějské náměstí 251/3                                  | Hanuš Wachsmann |
|      | | Cyrilometodějské náměstí 251/3                                  | Eva Wachsmannová |
|      | | Cyrilometodějské náměstí 251/3                                  | Regina Wachsmannová |
|      | | Horní náměstí 365/7                                             | Adolf Waldek–Wasservogelá |
|      | | Žilinská 650/20                                                 | Gerhard Walter |
|      | | Žilinská 650/20                                                 | Gertruda Walterová |
|      | | Žilinská 650/20                                                 | Markéta Walterová |
|      | | Žilinská 650/20                                                 | Ruth Walterová |
|      | | Žilinská 650/20                                                 | Věra Walterová |
|      | | Komenského 921/23 ·                                             | Max Weissmann |
|      | | Komenského 921/23 ·                                             | Eliška Weissmannová |
|      | | Václava III: 70/12                                              | Bedřich Winter |
|      | | Václava III: 70/12                                              | Alberta Winterová |
|      | | Komenského 861/3                                                | Adolf Ziffer |
|      | | Komenského 896/8                                                | Anna Zuckerkandlová |
|      | | Komenského 896/8                                                | Emil Zuckerkandl |
|      | | Třída Spojenců 1024/29                                          | Felix Zweig |
|      | | tř. Spojenců 996/16                                             | Otto Zweig, * 11. Januar 1874 in Prossnitz, damals Markgrafschaft Mähren, Österreich-Ungarn; † Oktober 1942, Treblinka, war ein Komponist, Pianist, Malzfabrikant und Handelskammerrat; deportiert am 8. Juli 1942 mit Transport AAo aus Olmütz nach Theresienstadt und am 15. Oktober 1942 mit Transport Bv weiter nach Treblinka, dort ermordet. |
|      | | tř. Spojenců 996/16                                             | Rudolf Zweig |
|      | | tř. Spojenců 996/16                                             | Anna Zweigová |

### Transporte aus Olmütz
Aus Olomouc gab es in der Zeit von 1942 bis 1945 insgesamt sechs Transporte nach Theresienstadt, und zwar folgende:
- AAf am 26. Juni 1942
- AAg am 30. Juni 1942
- AAm am 4. Juli 1942
- AAo am 8. Juli 1942
- Ez am 11. Januar 1944
- AE7 am 7. März 1945

Insgesamt wurden aus Olmütz 3508 Personen deportiert, von denen 3213 ermordet wurden und 295 überlebten.

## Verlegedaten
In Olmütz gab es seit 2011 folgende Verlegungen der Stolpersteine (die Verlegedaten einzelner Steine, soweit bekannt, sind in der Spalte „Standort“ vermerkt):
- am 16. Juni 2011 von G. Demnig verlegt (die erste Verlegung in Olomoucký kraj)[11]
- am 29. Oktober 2012 durch die Jüdische Gemeinde Olmütz organisiert und ebenfalls durchgeführt[12]
- am 19. Juli 2013 von G. Demnig verlegt[11]
- am 16. September 2014 von G. Demnig verlegt[11]
- am 18. September 2014 durch die Jüdische Gemeinde Olmütz organisiert und ebenfalls durchgeführt[8]
- am 22. April 2015 durch die Jüdische Gemeinde Olmütz organisiert und ebenfalls durchgeführt[13]
- am 4. August 2015 von G. Demnig verlegt[11]
- am 5. August 2016 von G. Demnig verlegt[11]
- am 16. September 2017 von G. Demnig verlegt[11]
- am 14. November 2017 durch die Jüdische Gemeinde Olmütz in Zusammenarbeit mit dem Senat der Stadt organisiert und ebenfalls durchgeführt (zzgl. einer Stolpersteinschwelle)[14]
- am 4. und 12. Oktober 2018, 20 beziehungsweise 8 Stolpersteine; initiiert durch die Jüdische Gemeinde Olmütz, Verwandte der Opfer und unter Teilnahme des Bürgermeisters der Stadt und des Kulturministers von Tschechien[15]